# آندری فربکه
آندری فربکه (هلندی: André Verbeke; ۲ ژانویهٔ ۱۹۰۸ – ۹ مارس ۱۹۷۸) معمار اهل بلژیک بود.
از افتخارات وی میتوان به کسب مدال برنز برنامه‌ریزی شهری در بخش مسابقات هنری بازی‌های المپیک تابستانی ۱۹۳۲ اشاره کرد.